# Fernand Delmas
Pour les articles homonymes, voir Delmas.
Fernand Étienne-Charles Delmas est un architecte français né le 17 octobre 1852 à Paris, où il est mort le 16 février 1933.

## Biographie
Diplômé de l'École centrale Paris en 1875, Fernand Delmas intègre l'École des beaux-arts de Paris en 1880, où il suit les cours de Joseph Vaudremer et Gustave Raulin. De 1889 à 1910, il est professeur du cours d'éléments d'architectures à l'École centrale des arts et manufactures puis, de 1914 à 1930, professeur honoraire.

## Réalisations

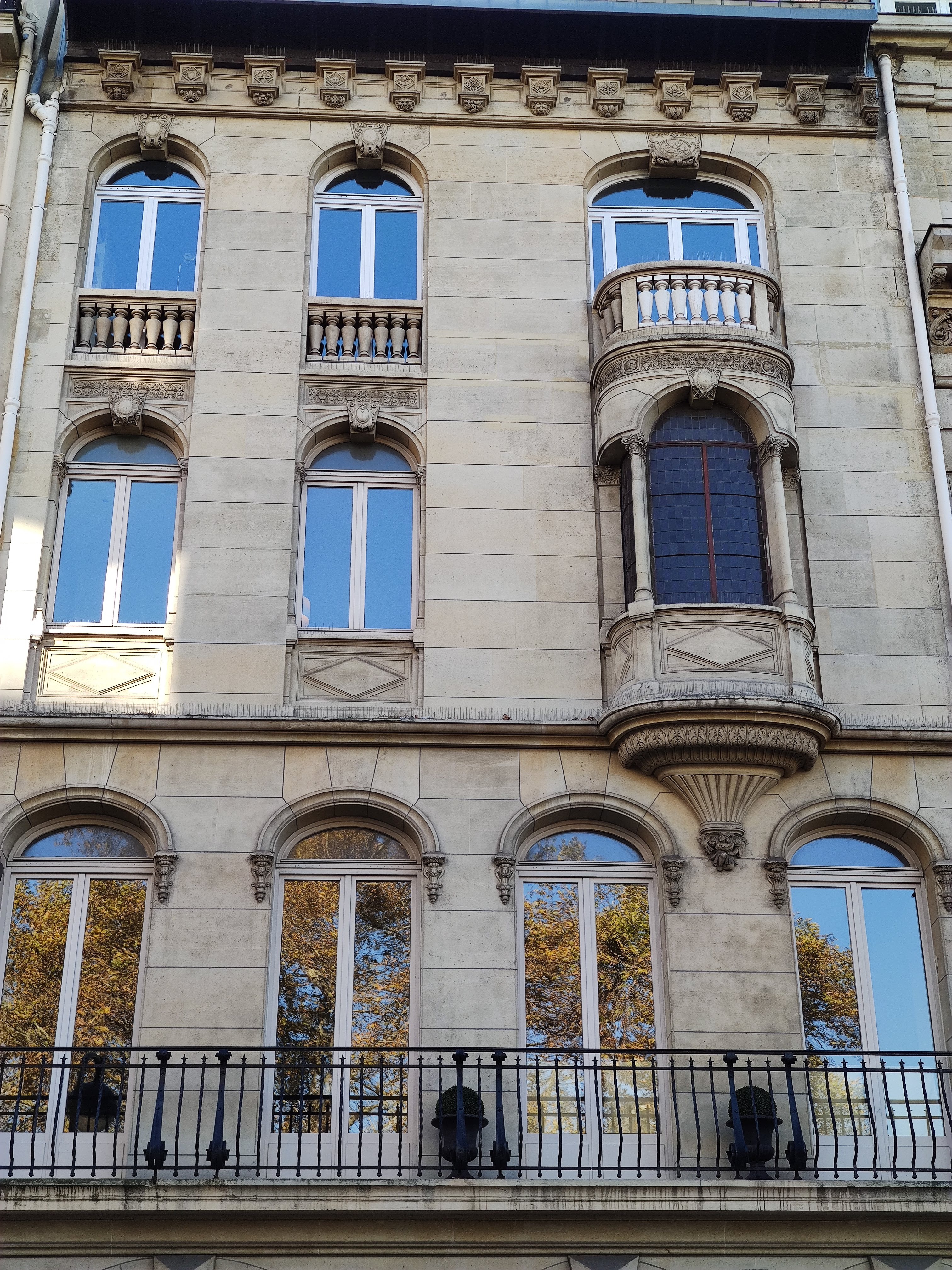
No 57, avenue Bugeaud, Paris 16e arrondissement.

- Immeuble au 6, rue de Siam, Paris 16e (1885)
- Hôtel des sociétés savantes, 28, rue Serpente, Paris (1888-1890, puis 1899-1900)
- Hôtel particulier, 57, avenue Bugeaud, Paris (1891)
- Palais des beaux-arts de Lille (1892)
- Immeuble au 4, rue de Lota, Paris (1894)
- Immeuble au 15, quai Voltaire, Paris (1894)
- Immeuble au 39, rue Laugier, Paris (1903)
- Hôtel de la Société des ingénieurs civils de France, 19, rue Blanche, Paris (1897)
- Monument à Jean-Baptiste Dumas, Alès (1901)
- Maison au 15, rue de Chézy pour M. Joliclerc, Neuilly-sur-Seine (1912)